# Heteroconis aethiopica
Heteroconis aethiopica är en insektsart som beskrevs av Monserrat 1989. Heteroconis aethiopica ingår i släktet Heteroconis och familjen vaxsländor. Inga underarter finns listade i Catalogue of Life.